# Мулос, Алеко
Алеко Мулос (тур. Aleko Mulos, XIX век — не ранее 1908) — турецкий гимнаст. Участник летних Олимпийских игр 1908 года. Первый спортсмен Турции, выступивший на Олимпийских играх.

## Биография
Алеко Мулос происходил из турецких греков.
Учился в Галатасарайской средней школе в Стамбуле, занимался гимнастикой в молодёжном клубе «Татавла Хераклис». В 1907 году Стамбул посещал президент Международного олимпийского комитета Пьер де Кубертен в рамках мирового турне, целью которого стало привлечение новых стран к участию в олимпийском движении. Во время визита он познакомился с Мулосом, который стал гидом и переводчиком де Кубертена, и пригласил его к участию в летних Олимпийских играх 1908 года в Лондоне. На тот момент в Османской империи ещё не было своего олимпийского комитета, и он был создан к моменту участия Мулоса в Играх.
Мулос стал первым турецким спортсменом, который участвовал в Олимпийских играх и представлял свою страну: в 1896 году в летней Олимпиаде в Афинах участвовали два спортсмена из Смирны, но они выступали за Грецию. Османская империя в Лондоне была представлена как Турция.
Мулос участвовал в мужском гимнастическом многоборье, которое включало в себя семь упражнений: упражнения на бревне (быстрые и медленные), на параллельных брусьях, на кольцах (быстрые и статические), вольные упражнения и лазание по канату. Набрал 154,5 балла, поделив 67-68-е места среди 96 участников с норвежцем Йоханом Скратосом. Победителем стал Альберто Бралья из Италии (317). В церемонии открытия Олимпиады Мулос не участвовал, несмотря на то что она состоялась за день до старта гимнастического турнира.
О дальнейшей жизни данных нет.